# Marek Szufa
Marek Franciszek Szufa (1954 - 18. června 2011 Płock, Polsko) byl polský letec, vicemistr polska v akrobatickém létání, člen reprezentačního týmu. Od roku 1978 pracoval u polských aerolinek LOT, byl pilotem boingu 767.
Zemřel 18. června 2011, když se s letounem Christen Eagle II během akrobatického manévru zřítil do řeky Visly.